# 3609 Liloketai
3609 Liloketai (1980 VM1) là một tiểu hành tinh vành đai chính được phát hiện ngày 13 tháng 11 năm 1980 bởi Đài thiên văn Tử Kim Sơn ở Nanking.